# San José de Bacis
San José de Bacis är en ort i Mexiko.   Den ligger i kommunen Otáez och delstaten Durango, i den centrala delen av landet, 900 km nordväst om huvudstaden Mexico City. San José de Bacis ligger 1 160 meter över havet och antalet invånare är 153.
Terrängen runt San José de Bacis är bergig åt sydost, men åt nordväst är den kuperad. San José de Bacis ligger nere i en dal. Runt San José de Bacis är det mycket glesbefolkat, med 3 invånare per kvadratkilometer. Närmaste större samhälle är Sapiorís, 2,0 km sydost om San José de Bacis. I omgivningarna runt San José de Bacis växer huvudsakligen savannskog.